# Нетолице
Нетолице (чеш. Netolice) — один из старейших городов Южночешского края, расположенный на северо-востоке района Прахатице в предгорье Шумавы. Исторический центр Нетолице является городской памятниковой зоной. 

## История
Славяне заселили территорию Нетолице, вероятно, уже в VIII веке. Согласно хронике Козьмы Пражского, в 981 году княжескому роду Славниковичей в Южной Чехии принадлежало, кроме прочих, городище Нетолице. В конце X века Нетолице перешло под власть Пршемысловичей.
Благодаря своему выгодному стратегическому положению на пересечении торговых путей из южных регионов и Пассау вглубь Чехии нетолицкое городище на холме Святого Яна стало важным торгово-административным центром. Вскоре городище Нетолице стало резиденцией княжеского наместника в Южной Чехии. Первым наместником, имя которого упоминается в сохранившихся документах под 1169 годом, был Немой.
Торговое поселение Нитолице возникло ниже городища около костёла Святого Вацлава, возведённого во второй пол. XIII века. После основания Златокорунского монастыря Нетолице было передано ему королём в феодальное владение. Южнее от первоначального торгового поселения был заложен город с обширной (почти в 1 гектар) площадью и костёлом Взятия на небо Девы Марии. После смерти короля Пршемысла Отакара II паны из Рожмберка разграбили и сожгли Златокорунский монастырь и его владения, в том числе и Нетолице.
В Средние века во главе управления городом стоял рихтарж, назначаемый Златокорунским монастырём, должность которого впервые упоминается в источниках в 1317 году. Самое раннее использование городского герба — Девы Марии с младенцем — на печатях относится к 1326 году.
Во время гуситских войн часть горожан поддержала гуситов, особенно во время похода Яна Жижки на Златокорунский монастырь и Прахатице в 1420 году. Прахатице был торговым конкурентом Нетолице и обладал монополией на торговлю солью. В 1468 году король Йиржи из Подебрад даровал городу право проведения ежегодных ярмарок на день Святого Вацлава, ставшим четвёртым из прав ежегодных ярмарок, которыми обладал город. В том же году город занял и основал в нём свою военную базу военачальник Йиндржих Роубик из Главатце, сторонник Рожмберков, противостоявших королю.
В начале XVI века город Нетолице вошёл в состав обширнейших владений панов из Рожмберка. Во 2-й пол. XVI века рядом с городом на месте крепости Лептач, принадлежавшей рожмберкскому управляющему и известному организатору рыбных прудов Якубу Крчину из Ельчан, был построен охотничий замок Кратохвиле в ренессансном стиле. Замок так понравился владаржу Вилему из Рожмберка, что он выменял его у Якуба Кричана и устроил вокруг замка обширный охотничий заповедник.
В 1619 году, в самом начале Тридцатилетней войны, достигший расцвета город был захвачен и сожжён королевским генералом Анри Дампьером: из 143 домов сгорело 107. Костёл Взятия на небо Девы Марии был разрушен, а население города истреблено. После этой катастрофы город оправился нескоро. В 1622 году Нетолицкое панство перешло к Эггенбергам, в 1719 году — к княжескому роду Шварценбергов.
При Эггенбергах здания центральной площади Нетолице были украшены аркадами на уровне первого этажа и в таком виде сохранились до наших дней. В XVIII—XIX веках город достиг нового расцвета: были построены новые школы, возведена ратуша, сооружена железная дорога и т. д. В XIX веке в Нетолице располагалась резиденция окружного суда и администрации округа. Город бурно развивался благодаря торговле. На еженедельных ярмарках шла бойкая торговля лошадьми и крупным рогатым скотом (например, перед началом II Мировой войны на ярмарки одновременно свозилось до 3000 голов лошадей и домашнего скота).
В 1945 году город был освобождён 26-й пехотной дивизией армии США. Здесь было подписано соглашение о демаркационной линии между зонами армий США и СССР.

## Достопримечательности города и округи
- Археопарк Нетолице
- Замок Кратохвиле
- Костёл Святого Вацлава
- Ратуша
- Костёл Взятия на небо Девы Марии
- Дом Рожмберков
- Петрув-Двур

## Части города
- Нетолице
- Петрув-Двур

## Население
| Год  | Численность | Численность |
| ---- | ----------- | ----------- |
| 1869 | 3136        | [ 5 ]       |
| 1880 | 3508        | [ 5 ]       |
| 1890 | 3287        | [ 5 ]       |
| 1900 | 3270        | [ 5 ]       |
| 1910 | 3411        | [ 5 ]       |
| 1921 | 3018        | [ 5 ]       |
| 1930 | 2787        | [ 5 ]       |
| 1950 | 2474        | [ 5 ]       |
| 1961 | 2507        | [ 5 ]       |
| 1970 | 2448        | [ 5 ]       |
| 1980 | 2568        | [ 5 ]       |
| 1991 | 2650        | [ 5 ]       |
| 2001 | 2620        | [ 5 ]       |
| 2011 | 2595        | [ 5 ]       |
| 2014 | 2606        | [ 6 ]       |
| 2016 | 2581        | [ 7 ]       |
| 2017 | 2578        | [ 8 ]       |
| 2018 | 2596        | [ 9 ]       |
| 2019 | 2587        | [ 10 ]      |
| 2020 | 2579        | [ 11 ]      |
| 2021 | 2559        | [ 12 ]      |
| 2022 | 2527        | [ 13 ]      |
| 2023 | 2512        | [ 14 ]      |
| 2024 | 2498        | [ 3 ]       |